# Le Scrameustache
Cet article possède un paronyme, voir Eustache.
 (mai 2020).
Le Scrameustache est une série de bande dessinée belge créée par Gos, rejoint par son fils Walt à partir du douzième album (à l'encrage pour commencer) même si seul Gos reste crédité pour celui-ci. C'est aussi le nom du personnage principal de la série.
La série, initialement intitulée Khéna et le Scrameustache, a été créée en 1972 dans le Journal de Spirou. Le premier album, L'Héritier de l'Inca, est paru en 1973. La série est rebaptisée Le Scrameustache en 1979 lors de la parution du 7e album. Elle est publiée dans le Journal de Spirou jusqu'en 2003.
À partir du 35e album, sorti en 2005, la série quitte les éditions Dupuis pour être éditée chez Glénat. Les albums précédents ont été réédités chez Glénat par la suite avec un nouveau logo de couverture.
Visant essentiellement un public jeune, la série mêle aventures terrestres, extraterrestres et voyages dans le temps avec un ton sympathique et souvent humoristique.
Depuis le 15 novembre 2008, une fresque de 50 m2 réalisée numériquement peut être admirée 1314 chaussée de Wavre à Auderghem (Région bruxelloise), chez Déco Ligot. Cette fresque fait partie du parcours BD de Bruxelles 2009.

## Les personnages

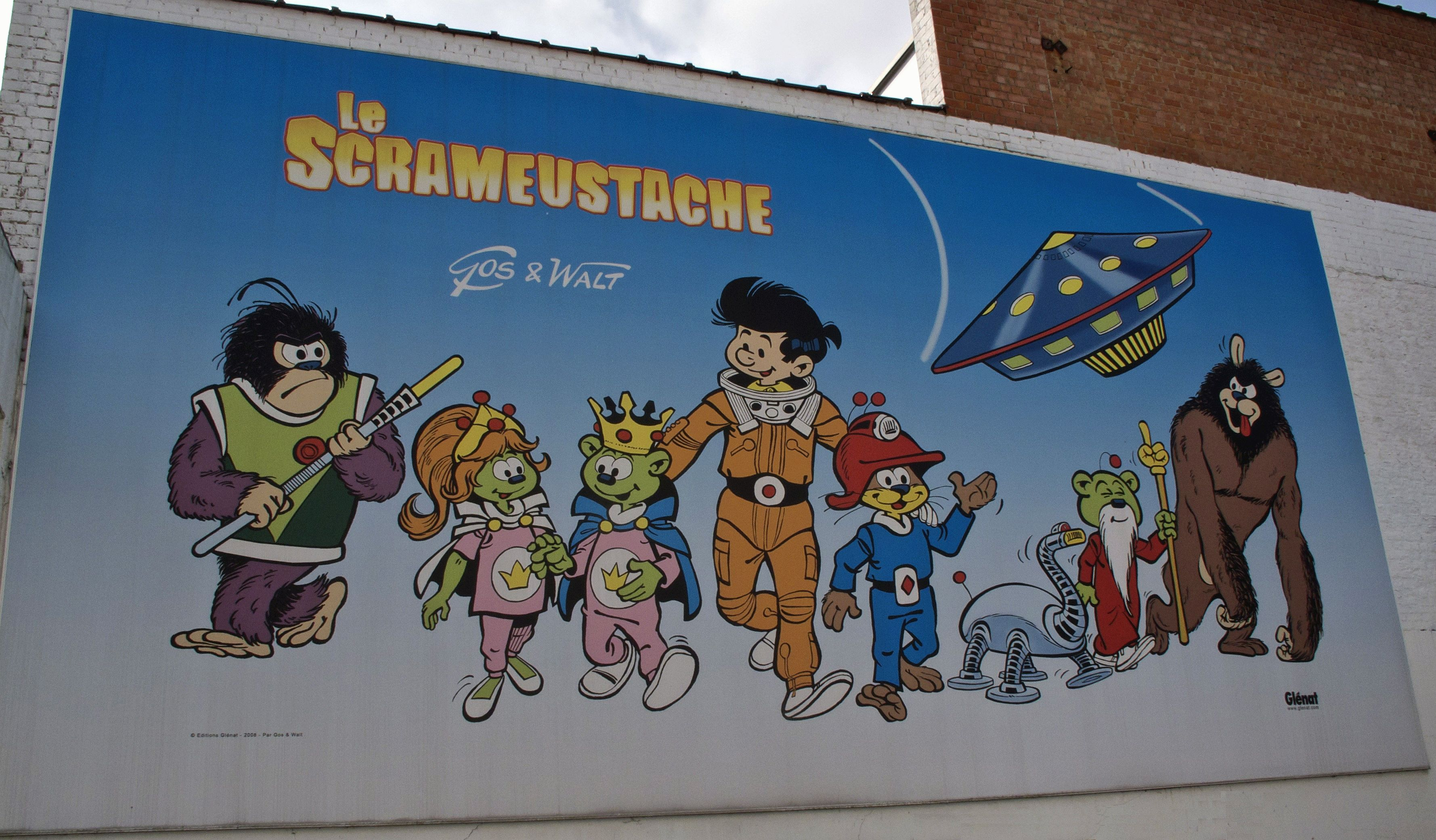
Le Scrameustache (coiffé de son casque rouge), entouré de Khéna, de son robot Tobor, de trois Galaxiens, d'un Ramoucha et d'un Kromok. Peinture murale du parcours BD de Bruxelles.

- Le Scrameustache est un extraterrestre créé par le professeur Najboul[2]. Son nom provient de l’acronyme Sujet Créé par Radiations Artificielles et Manipulations Extra-Utérines Sans Toucher Aux Chromosomes Héréditaires Endogènes.

Il possède de grandes capacités télépathiques, et est équipé presque en permanence d'une combinaison de vol bleue, d'une ceinture anti-gravitation, et d'un casque rouge défensif multifonctions lui permettant, entre autres, de changer temporairement les êtres vivants en statue de sel.
- Khéna est un jeune adolescent (qui ne vieillit guère au fil de la quarantaine d'albums de la série, bien que les toutes dernières aventures semblent indiquer un certain mûrissement). Il est le fils d'un couple d'humains extraterrestres, qui résidaient sur le continent des deux Lunes, sur la planète Aktarka. Au cours d'un voyage spatial (le père de Khéna étudiait les civilisations terriennes), à la suite d'un diabolique sabotage, ses parents furent contraints de l'abandonner sur Terre avant de tenter un voyage retour – qui s'avéra désastreux - vers Aktarka[3],[4]. Il fut recueilli au Pérou par un archéologue du nom de Georges Caillau. Khéna a également un frère et une sœur, Thibault et Bérengère.
- L’Oncle Georges est le tuteur de Khéna. Georges Caillau de la Roche (son nom complet) est un archéologue qui habite à Chambon-les-Roses sur la planète Terre.
- Les Galaxiens sont de petits extraterrestres généralement verts résidant sur l'une des deux lunes de la planète natale de Khéna. Il existe également des Galaxiens noirs, et d'autres blancs[5]. Ils sont spécialisés dans des domaines d'activités variés et changent régulièrement de fonction. Leurs chefs sont les anciens (des galaxiens pourvus de barbes) mais ils ne se font pas vraiment respecter…
- Les Aktarkiens : extraterrestres humanoïdes vivants sur la planète Aktarka. Khéna en est un. Parmi les principaux personnages aktarkiens, on compte l’oncle de Khéna, Yamouth, ou encore sa cousine Pilili.
- Les Ramouchas sont les acolytes du Scrameustache. Semblables aux ours, ils produisent des décharges électriques à la manière des anguilles. Leur jovialité, leur entrain, et leur propension à faire des bêtises en font les personnages les plus sympathiques de la série.
- Les Kromoks peuplent l'autre lune d'Aktarka. D'aspect simiesque, ils sont belliqueux, mais pas des plus doués. Les Kromoks sont un peu bêtes, mais surtout leur chef Patarsort. Comme dit le Scrameustache : « Ils sont comme les humains : quand ils ne font pas la guerre, ils cherchent un motif pour la faire. Il suffit donc qu'un petit malin leur en ait trouvé un »[6].
- Les Stix sont de dangereux extraterrestres qui conçoivent de nombreux plans pour envahir des planètes, en plus de procéder à plusieurs trafics. Le plus connu d'entre eux est Exulmac.
- Les Accusmalas sont des animaux amphibiens à l'intelligence limitée que les Stix utilisent comme caste ouvrière[7]. Bien qu'ils semblent parler, leur langage serait plus proche du style d'un perroquet.
- Les Frères Tic-Tac : Zoltic et Zoltac, résidents de Thamoul, l'île de l'espace.
- Les petits gris : êtres de l’espace dotés de puissants pouvoirs télépathiques et cherchant à contrôler le monde.
- Babette est un personnage apparaissant seulement dans les derniers épisodes de le série. Néanmoins, la jeune fille un peu plus jeune que Khéna peut contrôler Tobor, le robot du Scrameustache.
- Falzar est un des principaux antagonistes de la série. C’est un magicien maléfique, créé par le docteur Satic, par hybridation accidentelle entre le clone du juge qui le fit condamner et un mainate.

## Technologies

### Véhicules
- Passe-partout : le passe-partout, modèle ZK12[8], est un véhicule polyvalent permettant de se déplacer sous l'eau, dans les airs et dans l'espace, mais sur de courtes distances. Il est équipé du « pion »[9], permettant d'apprendre rapidement une autre langue. Tobor est remisé à l'intérieur du passe-partout, prenant lui-même place dans la soucoupe.
- Soucoupe : il s'agit d'un engin interplanétaire standard. Le Scrameustache en possède un dont les commandes sont adaptées à sa taille. Elle permet le vol interplanétaire et le voyage dans le temps. Certaines commandes peuvent être dirigées via une télécommande[10].
- Station-relais : il s'agit d'une base déplaçable pour le Continent des deux Lunes. Elle permet la transmutation de personnes sur de longues distances[4].
- Station orbitale galaxienne : véhicule d'exploration pour les longues missions des Galaxiens.
- Module de survie galaxien : il s'agit d'un véhicule servant de base au sol lors d'exploration. Il contient de nombreux équipements scientifiques. Au sol, il est alimenté par l'énergie solaire.
- Véhicule d'exploration galaxien : véhicule permettant des missions spatiales. Il est conçu en deux sections, nécessaires pour le vol interplanétaire. La section arrière, le train spatial[11], contient le propulseur spatial et reste en orbite de la planète à explorer (avec 1–2 membre d'équipage)[12]. La section avant sert de véhicule d'exploration au sol. Une version spéciale furtive existe, avec système anti-radar ultra-perfectionné[13], qui le rend invisible[14],[15]
- Navette galaxienne : petit véhicule monoplace pour les interventions au sol.

### Armes
- Casque du Scrameustache : contient une arme activée par la pensée, qui tire un rayon qui transforme temporairement (environ cinq minutes) en statue de sel. Habituellement inoffensif, il peut causer un rétrécissement permanent d'une personne ou de ses vêtements, s'ils sont mouillés durant la paralysie. C'est l'arme la plus récurrente de la série. La tête de Tobor est équipée de la même arme.
- Pistolet galaxien : ce pistolet met la « victime » en état d'apesanteur en plus de la paralyser[16]. Utilisé sur un Galaxien, ce dernier est seulement libéré de la gravité. Un tir prolongé sur un Galaxien lui permet de gagner de la hauteur[17].

### Autres
- Équipements de communications : le Scrameustache a installé dans le grenier de la maison de l'Oncle Georges (puis dans le grenier de la Tour Agnar) un équipement, provenant du Continent des deux Lunes[18], permettant les communications interplanétaires[19] ainsi que l'observation astronomique[20]. L'antenne peut servir également de balise[21].
- Tobor : Il s'agit d'un robot agissant comme chien de garde. Il peut être dirigé par quatre personnes, outre le Scrameustache[22]. Pour l'instant, seuls Khéna et Babette, une jeune fille ayant fait son apparition tardivement dans la série, possèdent ce privilège. Il est capable de piloter la soucoupe et de communiquer à distance avec le Scrameustache. Il possède le même système de défense que le casque du Scrameustache (statues de sel), peut désintégrer les objets et peut voler. Son nom est le mot « robot » écrit à l'envers.

## Albums
La série est d’abord intitulée Khéna et le Scrameustache, jusqu'au tome 6.
- 1 L'Héritier de l'Inca, Dupuis, Marcinelle, novembre 1973
Scénario et dessin : Gos
- 2 Le Magicien de la Grande Ourse, Dupuis, Marcinelle, novembre 1974
Scénario et dessin : Gos
- 3 Le Continent des deux lunes, Dupuis, Marcinelle, juin 1976
Scénario et dessin : Gos
- 4 Le Totem de l'espace, Dupuis, Marcinelle, juin 1977
Scénario et dessin : Gos
- 5 Le Fantôme du Cosmos, Dupuis, Marcinelle, juin 1977
Scénario et dessin : Gos
- 6 La Fugue du Scrameustache, Dupuis, Marcinelle, juillet 1978
Scénario et dessin : Gos
- 7 Les Galaxiens, Dupuis, Marcinelle, janvier 1979
Scénario et dessin : Gos
- 8 La Menace des Kromoks, Dupuis, Marcinelle, janvier 1980
Scénario et dessin : Gos
- 9 Le Dilemme de Khéna, Dupuis, Marcinelle, octobre 1980
Scénario et dessin : Gos
- 10 Le Prince des Galaxiens, Dupuis, Marcinelle, octobre 1981
Scénario et dessin : Gos
- 11 Le Renégat, Dupuis, Marcinelle, juillet 1982
Scénario et dessin : Gos
- 12 La Saga de Thorgull, Dupuis, Marcinelle, octobre 1983
Scénario et dessin : Gos
- 13 Le Secret des Trolls, Dupuis, Marcinelle, octobre 1984
Scénario : Gos - Dessin : Gos et Walt
- 14 Les Kromoks en folie, Dupuis, Marcinelle, octobre 1985
Scénario : Gos, Seron - Dessin : Gos, Seron, Walt
- 15 Le Stagiaire, Dupuis, Marcinelle, octobre 1986
Scénario : Gos - Dessin : Gos et Walt
- 16 Le Grand Retour, Dupuis, Marcinelle, novembre 1987
Scénario : Gos - Dessin : Gos et Walt
- 17 Les Galaxiens s'en vont en gags, Dupuis, Marcinelle, juin 1988
Scénario : Gos - Dessin : Gos et Walt
- 18 D'où viens-tu, Scrameustache ?, Dupuis, Marcinelle, avril 1989
Scénario : Gos - Dessin : Gos et Walt
- 19 Les Figueuleuses, Dupuis, Marcinelle, novembre 1989
Scénario et dessin : Gos et Walt - Couleurs : Studio Leonardo
- 20 Le Sosie, Dupuis, Marcinelle, juillet 1990
Scénario : Gos et Walt - Dessin : Gos et Walt - Couleurs : Studio Leonardo
- 21 L'Œuf astral, Dupuis, Marcinelle, mai 1991
Scénario et dessin : Gos et Walt - Couleurs : Studio Leonardo
- 22 Chroniques galaxiennes, Dupuis, Marcinelle, janvier 1992
Scénario et dessin : Gos et Walt - Couleurs : Studio Leonardo
- 23 La Caverne tibétaine, Dupuis, Marcinelle, octobre 1992
Scénario et dessin : Gos et Walt - Couleurs : Studio Leonardo
- 24 Le Cristal des Atlantes, Dupuis, Marcinelle, octobre 1993
Scénario et dessin : Gos - Couleurs : Studio Leonardo
- 25 Le Bêtisier galaxien, Dupuis, Marcinelle, avril 1994
Scénario : Gos, François Gilson, Walt - Dessin : Gos et Walt - Couleurs : Studio Leonardo
- 26 Les Enfants de l'arc-en-ciel, Dupuis, Marcinelle, novembre 1994
Scénario et dessin : Gos et Walt - Couleurs : Studio Leonardo
- 27 Les Naufragés du Chastang, Dupuis, Marcinelle, octobre 1995
Scénario et dessin : Gos - Couleurs : Studio Leonardo
- 28 Les Petits Gris, Dupuis, Marcinelle, avril 1997
Scénario et dessin : Gos et Walt - Couleurs : Studio Leonardo
- 29 Le Président galaxien, Dupuis, Marcinelle, novembre 1997
Scénario et dessin : Gos et Walt - Couleurs : Studio Leonardo
- 30 L'Épreuve du sablier, Dupuis, Marcinelle, septembre 1998
Scénario et dessin : Gos - Couleurs : Studio Leonardo
- 31 La Fontaine des mutants, Dupuis, Marcinelle, novembre 1999
Scénario et dessin : Gos - Couleurs : Studio Leonardo
- 32 Tempête chez les figueuleuses, Dupuis, Marcinelle, août 2001
Scénario et dessin : Gos et Walt - Couleurs : Studio Leonardo
- 33 Le Réveil du mirmidon, Dupuis, Marcinelle, février 2002
Scénario et dessin : Gos - Couleurs : Studio Leonardo
- 34 Le Retour de Falzar, Dupuis, Marcinelle, août 2003
Scénario et dessin : Gos et Walt - Couleurs : Studio Leonardo
- 35 L'Antre de Satic, Glénat, Paris-Bruxelles, janvier 2005
Scénario et dessin : Gos et Walt - Couleurs : Benoit Goossens
- 36 Casse-tête olmèque, Glénat, Paris-Bruxelles, janvier 2006
Scénario et dessin : Gos et Walt - Couleurs : Liliane Labruyère
- 37 Les Exilés, Glénat, Paris-Bruxelles, janvier 2007
Scénario et dessin : Gos et Walt - Couleurs : Liliane Labruyère
- 38 L'Elfe des étoiles, Glénat, Paris-Bruxelles, janvier 2008
Scénario et dessin : Gos - Couleurs : Liliane Labruyère
- 39 La Clé de l'hexagramme, Glénat, Paris-Bruxelles, mars 2009
Scénario et dessin : Gos et Walt
- 40 Les Passagers clandestins, Glénat, Paris-Bruxelles, juin 2010
Scénario et dessin : Gos et Walt
- 41 Le Lauréat « K22 », Glénat, Paris-Bruxelles, mai 2011
Scénario et dessin : Gos et Walt
- 42 Le Géant d'Imenoca, Glénat, Paris-Bruxelles, février 2014
Scénario et dessin : Gos
- 43 Les Caprices de Cupidon, Glénat, Paris-Bruxelles, septembre 2016
Scénario et dessin : Gos
- 44  La Porte des deux mondes, Glénat, Paris-Bruxelles, mai 2019
Scénario et dessin : Gos et Walt - Couleurs : Liliane Labruyère

## Tirage de luxe
- TL Thorgull - La Saga Intégrale, Gomb-R Editions, juin 2013
Scénario et dessin : Gos et Walt

## Éditeurs
- Dupuis : tomes 1 à 34 (première édition des tomes 1 à 34)
- Glénat : tomes 1 à 44 (première édition des tomes 35 à 44)

Les couvertures des anciens albums ont été totalement ou partiellement redessinées pour leur réédition chez Glénat, engendrant certaines différences mineures.

## Adaptations
La bande dessinée a eu plusieurs fois fait projet d'adaptation en série télévisée d'animation. Lorsque la série Les Schtroumpfs d'Hanna-Barbera devint un succès, l'idée d'un dessin animé du Scrameustache fut suggérée à Gos, sans suite. Puis, une société néerlandaise (non-nommée) proposa à Gos de créer une adaptation animée dans le dos de Dupuis, ce que Gos refusa.
Enfin, vers 2013, une série d'animation en images de synthèse 3D fut finalement annoncée. En 2014, une bande-annonce/teaser fut partagée en ligne, montrant des Galaxiens s'amusant avec le Passe-Partout jusqu'à être stoppés par le Scrameustache, Khéna et Tobor. La série était censée être diffusée en 2016, avec 26 épisodes de 13 minutes. Cependant, le directeur du projet annula tout lorsque son fils tomba gravement malade d'un cancer.